# Fairuza Balk

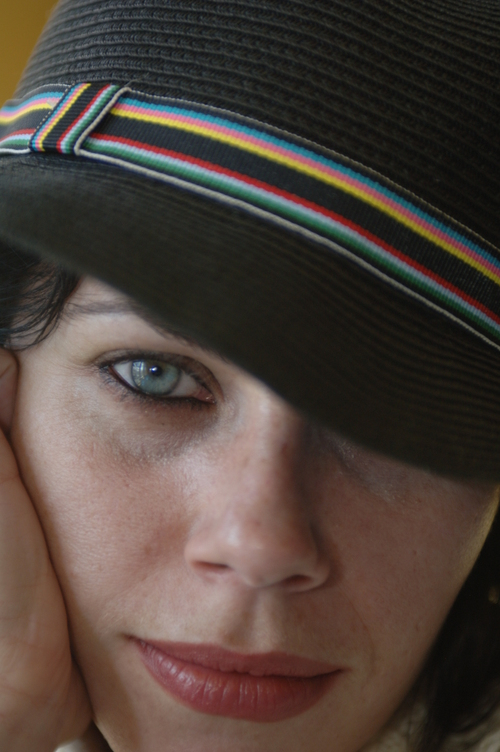
Fairuza Balk (2006)

Fairuza Alejandra Balk (* 21. Mai 1974 in Point Reyes, Kalifornien) ist eine US-amerikanische Filmschauspielerin. Erste Bekanntheit erlangte sie 1985 als Kinderdarstellerin in dem Fantasyfilm Oz – Eine fantastische Welt. In Deutschland wurde sie vor allem durch den Film Der Hexenclub von 1996 bekannt.

## Leben
Fairuza wurde als Tochter von Cathryn Balk und Solomon Feldthouse geboren. Ihre Mutter war Lehrerin und Flamencotänzerin, ihr Vater ist Musiker. Der Name „Fairuza“ stammt aus dem Persischen und bedeutet „türkis“. Im Alter von neun Jahren zog sie mit ihrer Mutter nach Vancouver. Mit elf Jahren kam sie nach London, wo sie verschiedene Schauspiel- und Ballettschulen besuchte. In dieser Zeit drehte sie den Fantasyfilm Oz – Eine fantastische Welt, der zu einem großen Achtungserfolg für Balk wurde. Es folgten Engagements in weiteren Fantasyfilmen, vorrangig adressiert an ein jüngeres Publikum. 1988 ging sie nach Paris, um mehr für ihre Schauspielkarriere zu tun. 1989 zog sie zurück nach Vancouver. Danach begab sie sich nach Los Angeles, um Karriere in Hollywood zu machen. 1996 erfolgte ihr bislang größter kommerzieller Erfolg als Antagonistin Nancy Downs in dem Horrorfilm Der Hexenclub (1996). 24 Jahre später trat sie in derselben Rolle für wenige Szenen nochmals in der Fortsetzung Blumhouse’s Der Hexenclub (2020) auf.
Balk lebt in Venice in der Nähe von Hollywood. Von 1995 bis 2001 war sie neben der Schauspielerei auch Besitzerin eines Okkult-Shops in Los Angeles.

## Filmografie (Auswahl)
- 1983: The Best Christmas Pageant Ever (Fernsehfilm)
- 1985: Die Zwillingsschwestern (Deceptions) (Fernsehfilm)
- 1985: Oz – Eine fantastische Welt (Return to Oz)
- 1985: The Walt Disney Comedy and Magic Review
- 1986: The Worst Witch (Fernsehfilm)
- 1986: Discovery
- 1987: Armes reiches Mädchen – Die Geschichte der Barbara Hutton (Poor Little Rich Girl: The Barbara Hutton Story) (Fernsehfilm)
- 1988: The Outside Chance of Maximilian Glick
- 1989: Valmont
- 1991: Tödliche Absichten (Deadly Intentions… Again?) (Fernsehfilm)
- 1992: Gas Food Lodging – Verlorene Herzen (Gas Food Lodging)
- 1992: Vergewaltigt – Eine Stadt unter Anklage (Shame) (Fernsehfilm)
- 1992: Geisel der Leidenschaft (The Danger of Love: The Carolyn Warmus Story) (Fernsehfilm)
- 1993: Heart to Kill (Murder in the Heartland) (Fernsehfilm)
- 1994: Unsere Welt war eine schöne Lüge (Imaginary Crimes)
- 1994: Tollbooth
- 1995: Das Leben nach dem Tod in Denver (Things to Do in Denver When You’re Dead)
- 1995: Nur der Hauch eines Zweifels (Shadow of a Doubt) (Fernsehfilm)
- 1996: Der Hexenclub (The Craft)
- 1996: DNA – Die Insel des Dr. Moreau (The Island of Dr. Moreau)
- 1997: Der Macher (The Maker)
- 1997: American Perfect (American Perfekt)
- 1998: There’s no Fish Food in Heaven
- 1998: American History X
- 1998: Waterboy – Der Typ mit dem Wasserschaden (The Waterboy)
- 2000: Späte Abrechnung (Red Letters)
- 2000: Almost Famous – Fast berühmt (Almost Famous)
- 2001: Die Sopranos (The Sopranos, Fernsehserie; Szenen entfernt)
- 2002: Deuces Wild (Wild Boyz)
- 2002: Personal Velocity
- 2003: What Is It?
- 2005: Don’t Come Knocking
- 2005: A Year and a Day
- 2006: Wild Tigers I Have Known
- 2006: Masters of Horror (Horrorserie, Folge 1.11: Pick me Up)
- 2007: Humboldt County
- 2008: Grindstone Road
- 2009: Bad Lieutenant – Cop ohne Gewissen (Bad Lieutenant: Port of Call New Orleans)
- 2013: Dose of Reality
- 2013: Another Stateside
- 2015: Battle Scars
- 2015: Ray Donovan (Fernsehserie, 7 Folgen)
- 2017: August Falls
- 2018: Hell Is Where the Home Is
- 2020: Blumhouse’s Der Hexenclub (The Craft: Legacy)
- 2021: Paradise City (Fernsehserie, 8 Folgen)
- 2022: Close Enough (Fernsehserie, Folge 3.07: Halloween Enough, Stimme von Roxy)

Videospiel
- 2002: Grand Theft Auto: Vice City (Stimme von Mercedes Cortez)
- 2003: Lords of EverQuest (Stimme von Lady T'Lak)